# Lista över ledamöter av Sveriges ståndsriksdag 1590
Ledamöter av Sveriges ståndsriksdag 1590.

## Borgarståndet
| Riksdagsledamot   | Yrke | Valkrets          | Anmärkningar |
| ----------------- | ---- | ----------------- | ------------ |
| Bengt Håkonsson   |      | Uppsala stad      |              |
| Per Andersson     |      | Uppsala stad      |              |
| Simon Matsson     |      | Enköpings stad    |              |
| Per Sigullsson    |      | Sigtuna stad      |              |
| Per Biörsson      |      | Sigtuna stad      |              |
| Erich Persson     |      | Öregrunds stad    |              |
| Erich Mansson     |      | Strängnäs stad    |              |
| Lasse Jonsson     |      | Strängnäs stad    |              |
| Per Erichsson     |      | Linköpings stad   |              |
| Arffuidt Larsson  |      | Linköpings stad   |              |
| Willem Böthkerr   |      | Linköpings stad   |              |
| Olof Andersson    |      | Hudiksvalls stad  |              |
| Olof Joensson     |      |                   |              |
| Erich Andersson   |      |                   |              |
| Sigull Ersson     |      | Torshälla stad    |              |
| Sven Olufsson     |      | Södertälje stad   |              |
| Mats Persson      |      | Hedemora stad     |              |
| Hans Olufsson     |      | Västerås stad     |              |
| Östen Mårtensson  |      | Arboga stad       |              |
| Lucus Lukusson    |      | Örebro stad       |              |
| Jörren Persson    |      | Köpings stad      |              |
| Påvel Jönsson     |      | Köpings stad      |              |
| Korth Ståle       |      | Söderköpings stad |              |
| Gärd Larsson      |      | Söderköpings stad |              |
| Dirick Bredh      |      | Söderköpings stad |              |
| Jörren Larsson    |      | Norrköpings stad  |              |
| Erich Hansson     |      | Norrköpings stad  |              |
| Melcker Gotlöff   |      | Norrköpings stad  |              |
| Erich Håkonsson   |      | Vadstena stad     |              |
| Lasse Uddesson    |      | Vadstena stad     |              |
| Lasse Joensson    |      | Vadstena stad     |              |
| Birge Larsson     |      | Kalmar stad       |              |
| Esbiörn Trullsson |      | Kalmar stad       |              |
| Håkon Jonsson     |      | Växjö stad        |              |
| Nils Håkonsson    |      | Eksjö stad        |              |
| Gudmund Swensson  |      | Jönköpings stad   |              |
| Herman Gullsmidh  |      | Jönköpings stad   |              |
| Per Andersson     |      | Västerviks stad   |              |
| Oluf Pedersson    |      | Västerviks stad   |              |
| Axill Arvidsson   |      | Skänninge stad    |              |
| Jöns Hansson      |      | Skänninge stad    |              |
| Per Staffansson   |      | Älvsborgs stad    |              |
| Renholt Rijk      |      | Älvsborgs stad    |              |
| Sigge Matzsson    |      | Skara stad        |              |
| Håkon Håkonsson   |      | Hjo stad          |              |
| Anders Bäck       |      | Gamblöse          |              |
| Per Hemmingsson   |      | Gamblöse          |              |
| Bengt Olufsson    |      | Lidköpings stad   |              |
| Håkon Göstafsson  |      | Falköpings stad   |              |
| Lasse Pedersson   |      | Gävle stad        |              |
| Matz Ålenninge    |      | Gävle stad        |              |
| Olof Andersson    |      | Bogesund          |              |